# Puerto del Rosario
Puerto del Rosario – stolica hiszpańskiej wyspy Fuerteventury, wchodzącej w skład Wysp Kanaryjskich.

## Transport

### Lotnisko
Port lotniczy Fuerteventura to główny punkt dostępu do Puerto del Rosario. W ciągu roku może obsłużyć nawet 5 milionów pasażerów. Usytuowane jest 5 km od centrum miasta. Połączone z innymi miastami poprzez autobusy.

### Port
Głównym zajęciem portu w Puerto del Rosario jest handel towarowy.

### Drogi
Z Puerto del Rosario wychodzą 2 główne drogi na wyspie. FV-1 łączy stolicę z Corralejo na północy, a FV-2 z Jandíą na południu. Obie drogi przebiegają wzdłuż wybrzeża wyspy.